# Signal.MD
Signal.MD Inc. (株式会社シグナル・エムディ, Kabushiki gaisha Shigunaru Emudi) est un studio d'animation japonaise situé à Musashino dans la préfecture de Tokyo, au Japon, fondé en octobre 2014 par la holding de Production I.G, IG Port, comme l'une de ses nouvelles filiales spécialisées dans la production d'anime.

## Histoire
En 2014, IG Port a annoncé la création d'une nouvelle division d'animation appelée SIGNAL.MD. Son objectif est de développer une technologie d'animation numérique complète et d'appareils intelligents ; le studio construira également les bases de la production d'animation destinée aux enfants et aux familles. Katsuji Morishita, membre du conseil d'administration de Production I.G, a été nommé directeur général de SIGNAL.MD.

## Productions

### Séries télévisées
| Année   | Titre                                        | Dates de 1re diffusion | Dates de 1re diffusion | Nb. éps.   | Notes |
| Année   | Titre                                        | Début                  | Fin                    | Nb. éps.   | Notes |
| ------- | -------------------------------------------- | ---------------------- | ---------------------- | ---------- | --- |
| 2015    | Tantei Team KZ jiken Note (ja)               | 7 octobre 2015         | 27 janvier 2016        | 16         | Basée sur la série de romans pour enfants écrite par Hitomi Fujimoto et Ryō Sumitaki et illustrée par Komagata.                      |
| 2017    | Atom: The Beginning                          | 15 avril 2017          | 8 juillet 2017         | 12         | Basée sur le manga de Tetsuro Kasahara, sous la supervision de Makoto Tezuka et Masami Yuki ; coproduite avec OLM et Production I.G. |
| 2017    | Recovery of an MMO Junkie (en)               | 10 octobre 2017        | 12 décembre 2017       | 10         | Basée sur le manga de Rin Kokuyō. |
| 2018    | Hashiri tsuzukete yokattatte. (ja)           | 9 juillet 2018         | 24 septembre 2018      | 4          | Projet original créé par HoneyWorks.                                                                                                 |
| 2019    | Hanakappa (ja)                               | 1er avril 2019         | 9 décembre 2020        | 593        | Production transférée de XEBEC à la suite de sa disparition ; coproduite avec OLM depuis l'épisode 540.                              |
| 2021    | Jeune Dragon recherche Appartement ou Donjon | 4 avril 2021           | 20 juin 2021           | 12         | Basée sur le manga écrit par Kawo Tanuki et dessiné par Choco Aya.                                                                   |
| 2021    | Mars Red                                     | 6 avril 2021           | 29 juin 2021           | 13         | Basée sur un scénario de Bun-O Fujisawa ; production de Yomiuri TV et de Funimation.                                                 |
| 2021    | Platinum End                                 | 8 octobre 2021         | 25 mars 2022           | 24         | Basée sur le manga écrit par Tsugumi Ōba et dessiné par Takeshi Obata.                                                               |
| À venir | Hikaru no ō (ja)                             | À venir                | À venir                | À annoncer | Projet original réalisé et écrit par Mitsuo Iso.                                                                                     |

### ONA
| Année | Titre                                               | Dates de 1re diffusion | Dates de 1re diffusion | Nb. éps. | Notes |
| Année | Titre                                               | Début                  | Fin                    | Nb. éps. | Notes |
| ----- | --------------------------------------------------- | ---------------------- | ---------------------- | -------- | --- |
| 2017  | Ancien to mahō no Tablet: Mō hitotsu no hirune hime | 10 mars 2017           | 17 mars 2017           | 2        | Court-métrage en deux parties dérivé de Hirune hime et diffusé sur hulu ; coproduite avec IMAGICA Image Works.                                       |
| 2017  | Lunatan: Ichi-man nen no himitsu (ja)               | 5 juin 2017            | 29 juillet 2017        | 10       | Basée sur le jeu mobile Lunatan: Kyojin Luna to chitei tanken de NTT Plala ; diffusé sur l'application mobile Tate Anime de Production I.G.          |
| 2017  | Hitorikurashi no shōgakusei (ja)                    | 10 octobre 2017        | 12 décembre 2017       | 10       | Basée sur le manga de Kōichirō Matsushita ; diffusé sur l'application mobile Tate Anime de Production I.G.                                           |
| 2018  | Tales of Homeroom                                   | 17 juin 2018           | NC                     | 10       | Série dérivée basée sur la série de jeux vidéo Tales of de Bandai Namco Entertainment ; diffusé sur le magasin en ligne Asobi Store de Bandai Namco. |

### Films d'animation
| Année | Titre                                                                            | Date de sortie                                                                      | Notes |
| ----- | -------------------------------------------------------------------------------- | ----------------------------------------------------------------------------------- | --- |
| 2016  | Colorful Ninja Iromaki                                                           | 5 novembre 2016                                                                     | Court-métrage réalisé et projeté à l'occasion de l'Anime Tamago. |
| 2016  | Cyborg 009: Call of Justice                                                      | 25 novembre 2016 (1re partie)2 décembre 2016 (2e partie)9 décembre 2016 (3e partie) | Trilogie basée sur le manga éponyme de Shōtarō Ishinomori et produite par Ishinomori Production et Production I.G ; coproduite avec OLM Digital. |
| 2017  | Hirune hime, rêves éveillés                                                      | 18 mars 2017                                                                        | Projet original réalisé par Kenji Kamiyama. |
| 2019  | Wonderland : Le Royaume sans pluie                                               | 26 avril 2019                                                                       | Adapté du roman pour enfants de Sachiko Kashiwaba, Chikashitsu kara no fushigi na tabi (地下室からのふしぎな旅), et réalisée par Keiichi Hara. |
| 2019  | Kimi dake ni motetainda                                                          | 25 octobre 2019                                                                     | Projet original de Yasushi Akimoto avec un scénario de Mari Okada. |
| 2020  | Fate/Grand Order: Shinsei entaku ryōiki Camelot - 1re partie Wandering; Agateram | 5 décembre 2020                                                                     | 1er des 2 films basés sur le jeu vidéo mobile Fate/Grand Order ; coproduite avec Production I.G,. Initialement prévue pour le 19 août 2020, la sortie du film est repoussée en raison de la pandémie de Covid-19 au Japon affectant la production.                                   |
| 2021  | Nos mots comme des bulles                                                        | 22 juillet 2021                                                                     | Projet original coproduit avec Sublimation ; initialement prévue pour le 15 mai 2020, la sortie du film est repoussée à la suite des mesures prises par le gouvernement japonais contre la pandémie de Covid-19 au Japon. Le film sort mondialement sur Netflix le 22 juillet 2021,. |
| 2022  | Deemo: Memorial Keys (en)                                                        | 25 février 2022                                                                     | Basés sur le jeu de rythme éponyme ; coproduite avec Production I.G. Initialement prévue pour 2020, la sortie du film est repoussée en raison de la pandémie de Covid-19 au Japon.                                                                                                   |

### OAV
| Année | Titre                          | Date(s) de sortie | Notes                                                                                         |
| ----- | ------------------------------ | ----------------- | --------------------------------------------------------------------------------------------- |
| 2017  | Recovery of an MMO Junkie (en) | 8 décembre 2017   | 11e épisode non diffusé publié avec le coffret Blu-ray de la série.                           |
| 2020  | Yûna de la pension Yuragi      | 4 décembre 2020   | Deux épisodes publié avec le 24e et dernier volume du manga adaptant les chapitres 99 et 141. |